# Test de suelos

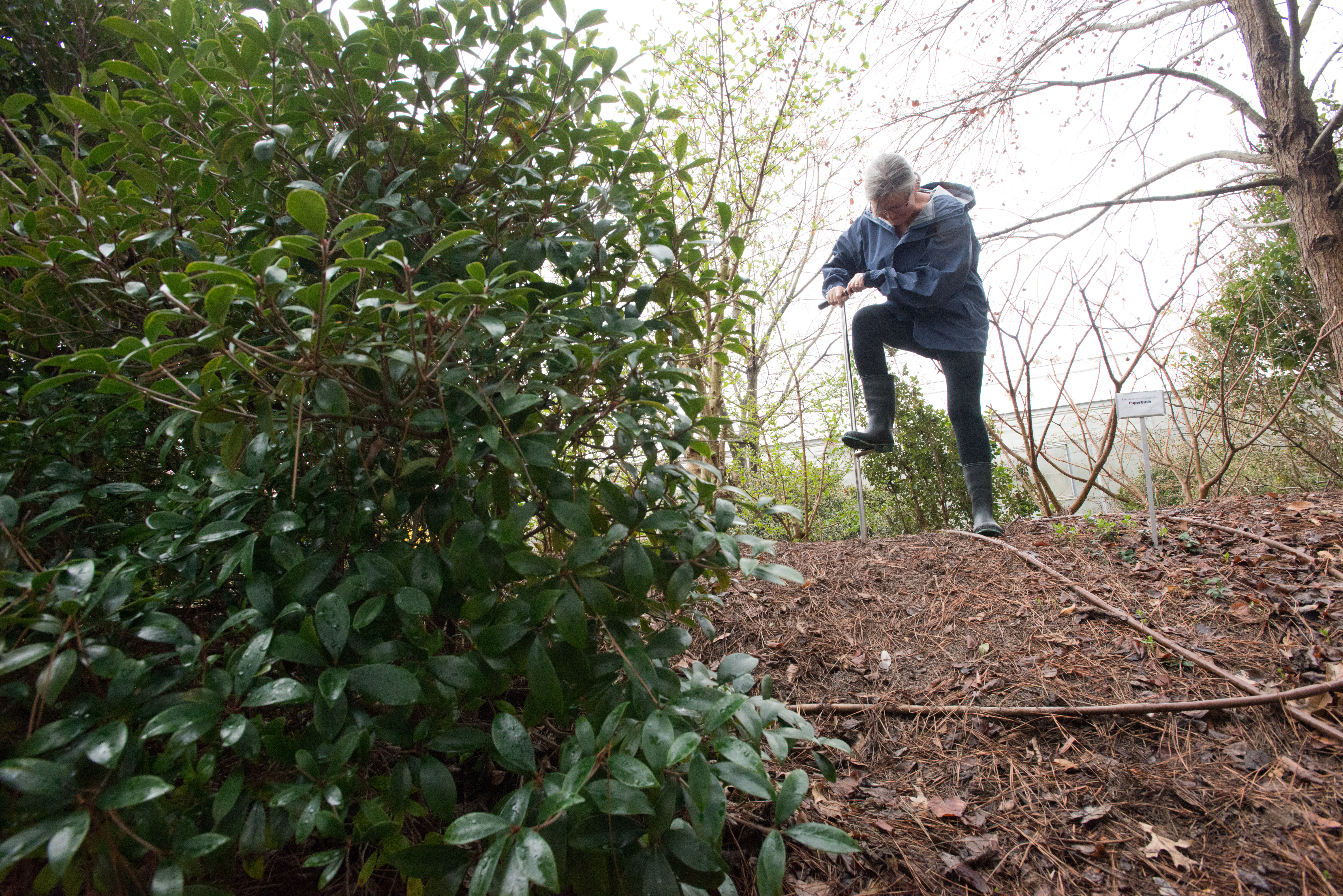
Un estudiante de horticultura tomando una muestra de suelo en un jardín cerca de Lawrenceville, Georgia

Un test de suelos puede referirse a uno o más de una amplia variedad de análisis de suelo realizados por una de varias razones posibles. Posiblemente, las pruebas de suelo más realizadas son las que se realizan para estimar las concentraciones de nutrientes para plantas disponibles para las plantas, con el fin de determinar las recomendaciones de fertilizantes en la agricultura. Se pueden realizar otras pruebas de suelo para investigaciones de ingeniería (geotécnicas), geoquímicas o ecológicas.

## Nutrición vegetal
En agricultura, una prueba de suelo comúnmente se refiere al análisis de una muestra de suelo para determinar el contenido de nutrientes, la composición y otras características como la acidez o el nivel de pH. Una prueba de suelo puede determinar la fertilidad o el potencial de crecimiento esperado del suelo, lo que indica deficiencias de nutrientes, toxicidades potenciales debido a la fertilidad excesiva e inhibiciones por la presencia de minerales traza no esenciales. La prueba se utiliza para imitar la función de las raíces para asimilar minerales. La tasa esperada de crecimiento está modelada por la Ley del Máximo.
Los laboratorios, como los de la Universidad Estatal de Iowa y la Universidad Estatal de Colorado, recomiendan que una prueba de suelo contenga de 10 a 20 puntos de muestra por cada 40 acres (161 874,4 m²) de campo. El agua del grifo o los productos químicos pueden cambiar la composición del suelo y es posible que deban analizarse por separado. Como los nutrientes del suelo varían con la profundidad y los componentes del suelo cambian con el tiempo, la profundidad y el momento de una muestra también pueden afectar los resultados.
El muestreo compuesto se puede realizar combinando suelo de varios lugares antes del análisis. Este es un procedimiento común, pero debe usarse con prudencia para evitar resultados sesgados. Este procedimiento debe realizarse de modo que se cumplan los requisitos gubernamentales de muestreo. Se debe crear un mapa de referencia para registrar la ubicación y la cantidad de muestras de campo a fin de interpretar correctamente los resultados de las pruebas.

### Distribución geográfica de muestras para agricultura de precisión
En agricultura de precisión, las muestras de suelo pueden geolocalizarse mediante tecnología GPS para estimar la distribución geoespacial de nutrientes en el área muestreada. Las muestras geolocalizadas se recolectan utilizando una distribución y resolución que permite estimar la variabilidad geoespacial del área de suelo donde se desarrollará el cultivo. Se utilizan muchas distribuciones y resoluciones diferentes, dependiendo de muchos factores, incluidos los objetivos del análisis geoespacial de nutrientes y el costo de la recolección y el análisis de muestras.
Por ejemplo, en las regiones de cultivo de maíz y soya de los Estados Unidos, muchos proveedores de servicios de análisis de suelo para agricultura de precisión ofrecen una distribución de cuadrícula con una resolución de 2,5 acres por cuadrícula (una muestra para cada cuadrícula de 2,5 acres). Esto generalmente se conoce como prueba de suelo de rejilla.

### Almacenamiento, manipulación y traslado
La química del suelo cambia con el tiempo, según los procesos biológicos y químicos que descomponen o combinan compuestos con el tiempo. Estos procesos cambian una vez que el suelo es removido de su ecosistema natural (flora y fauna que penetran en el área muestreada) y ambiente (temperatura, humedad y ciclos de luz/radiación solar). Como resultado, la precisión del análisis de la composición química se puede mejorar si el suelo se analiza poco después de su extracción, generalmente dentro de un período de tiempo relativo de 24 horas. Los cambios químicos en el suelo se pueden ralentizar durante el almacenamiento y el transporte congelándolo. El secado al aire también puede preservar la muestra de suelo durante muchos meses.

### Pruebas de suelo
Las pruebas de suelo a menudo las realizan laboratorios comerciales que ofrecen una variedad de pruebas, dirigidas a grupos de compuestos y minerales. Las ventajas asociadas con el laboratorio local es que están familiarizados con la química del suelo en el área donde se tomó la muestra. Esto permite a los técnicos recomendar las pruebas que tienen más probabilidades de revelar información útil.

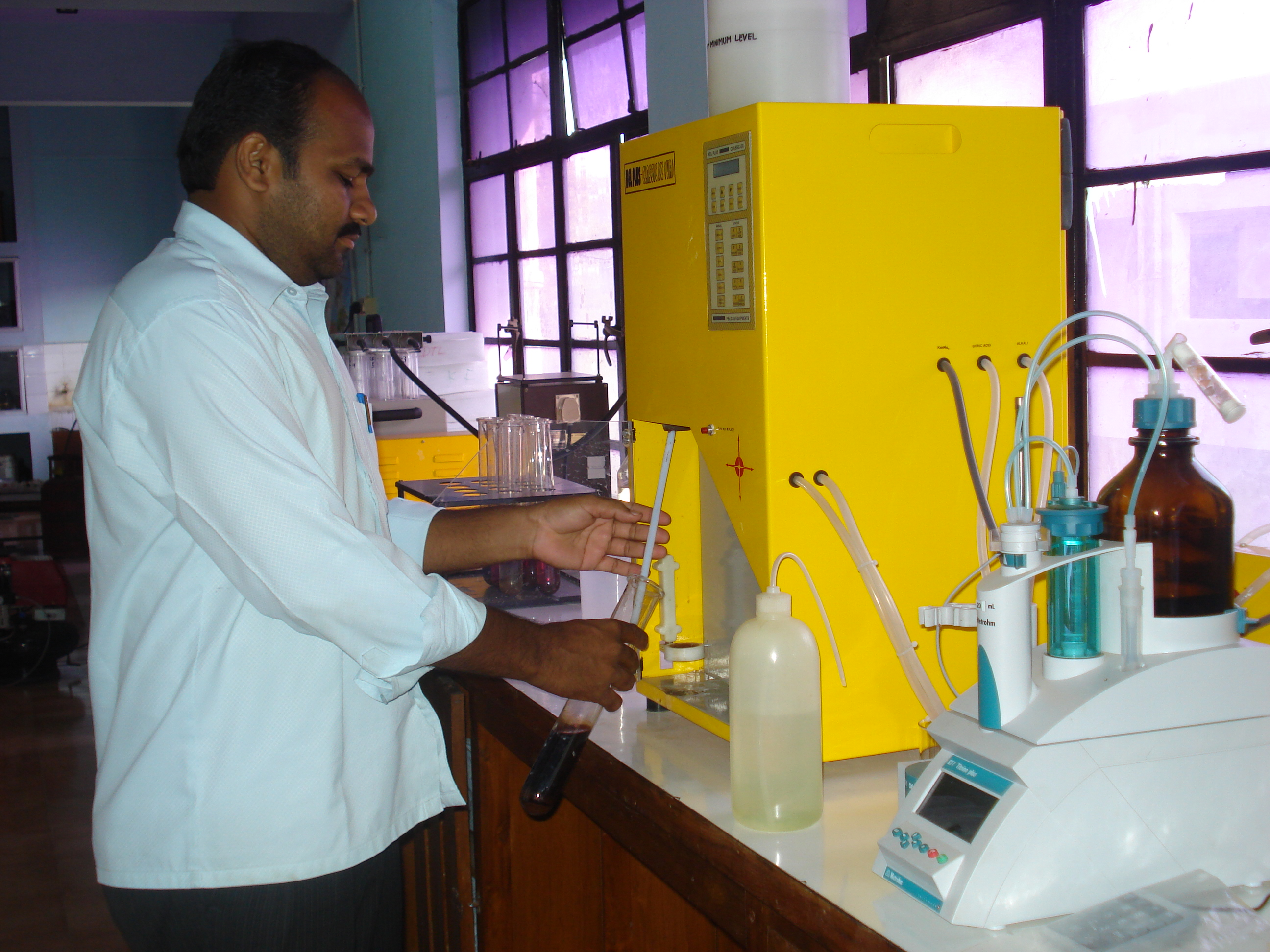
Pruebas de suelo en curso

Las pruebas de laboratorio a menudo verifican los nutrientes de las plantas en tres categorías:
- Principales nutrientes: nitrógeno (N), fósforo (P) y potasio (K)
- Nutrientes secundarios: azufre, calcio, magnesio
- Nutrientes menores: hierro, manganeso, cobre, zinc, boro, molibdeno, cloro

La cantidad de fósforo del suelo disponible para las plantas se mide con mayor frecuencia con un método de extracción química, y diferentes países tienen diferentes métodos estándar. Solo en Europa, actualmente se utilizan más de 10 pruebas diferentes de P del suelo y los resultados de estas pruebas no son directamente comparables entre sí.
Los kits de bricolaje generalmente solo analizan los tres "nutrientes principales" y la acidez del suelo o el nivel de pH. Los kits de bricolaje a menudo se venden en cooperativas agrícolas, laboratorios universitarios, laboratorios privados y algunas ferreterías y tiendas de jardinería. Los medidores eléctricos que miden el pH, el contenido de agua y, a veces, el contenido de nutrientes del suelo también están disponibles en muchas ferreterías. Las pruebas de laboratorio son más precisas que las pruebas con kits de bricolaje y medidores eléctricos.  
Las pruebas de laboratorio son más precisas y, a menudo, utilizan tecnología de inyección de flujo muy precisa (o exploración de infrarrojo cercano (NIR) ). Además, las pruebas de laboratorio incluyen con frecuencia la interpretación profesional de los resultados y las recomendaciones. Consulte siempre todas las declaraciones de condición incluidas en un informe de laboratorio, ya que pueden describir anomalías, excepciones y deficiencias en el muestreo y/o el proceso/resultados analíticos.
Algunos laboratorios analizan los 13 nutrientes minerales y una docena de minerales no esenciales y potencialmente tóxicos utilizando el "extracto universal del suelo" (bicarbonato de amonio DTPA).

## Pruebas de suelo de ingeniería
- Contenido de agua
- Gravedad específica
- Análisis de tamaño de grano (Análisis de tamiz seco/húmedo)
- Análisis de Tamaño de Grano (Método Hidrómetro)
- Límite líquido
- Límite Plástico
- Factores de contracción
- Índice de oleaje libre
- Presión de hinchamiento
- Densidad Seca, Compactación Liviana
- Densidad seca, compactación pesada
- Contenido de humedad, compactación ligera
- Contenido de humedad, compactación pesada
- Compactación Pesada (Contenido de Humedad)
- Resistencia a la compresión no confinada (UCS)
- Prueba de Compresión Triaxial Cohesión C
- Cortante directo (intersección de cohesión C)
- Densidad relativa
- Prueba de consolidación (proporción de vacíos inicial, e0)
- Relación de cojinete de California (CBR)
- Caída de cabeza Permeabilidad
- Permeabilidad de cabeza constante
- Prueba de corte de paletas de laboratorio
- Corte directo (Ángulo de resistencia al corte Phi)
- Prueba de compresión triaxial (ángulo del plano de corte)

## Contaminantes del suelo
Los contaminantes minerales comunes del suelo incluyen arsénico, bario, cadmio, cobre, mercurio, plomo y zinc.
El plomo es un componente del suelo particularmente peligroso. La siguiente tabla de la Universidad de Minnesota clasifica los niveles típicos de concentración en el suelo y los riesgos para la salud asociados.
| Nivel de plomo | Plomo extraído (ppm) | Plomo total estimado (ppm) |
| -------------- | -------------------- | -------------------------- |
| Bajo           | <43                  | <500                       |
| Medio          | 43-126               | 500-1000                   |
| Alto           | 126-480              | 1000-3000                  |
| Muy alto       | >480                 | >3000                      |